# Petr Maixner

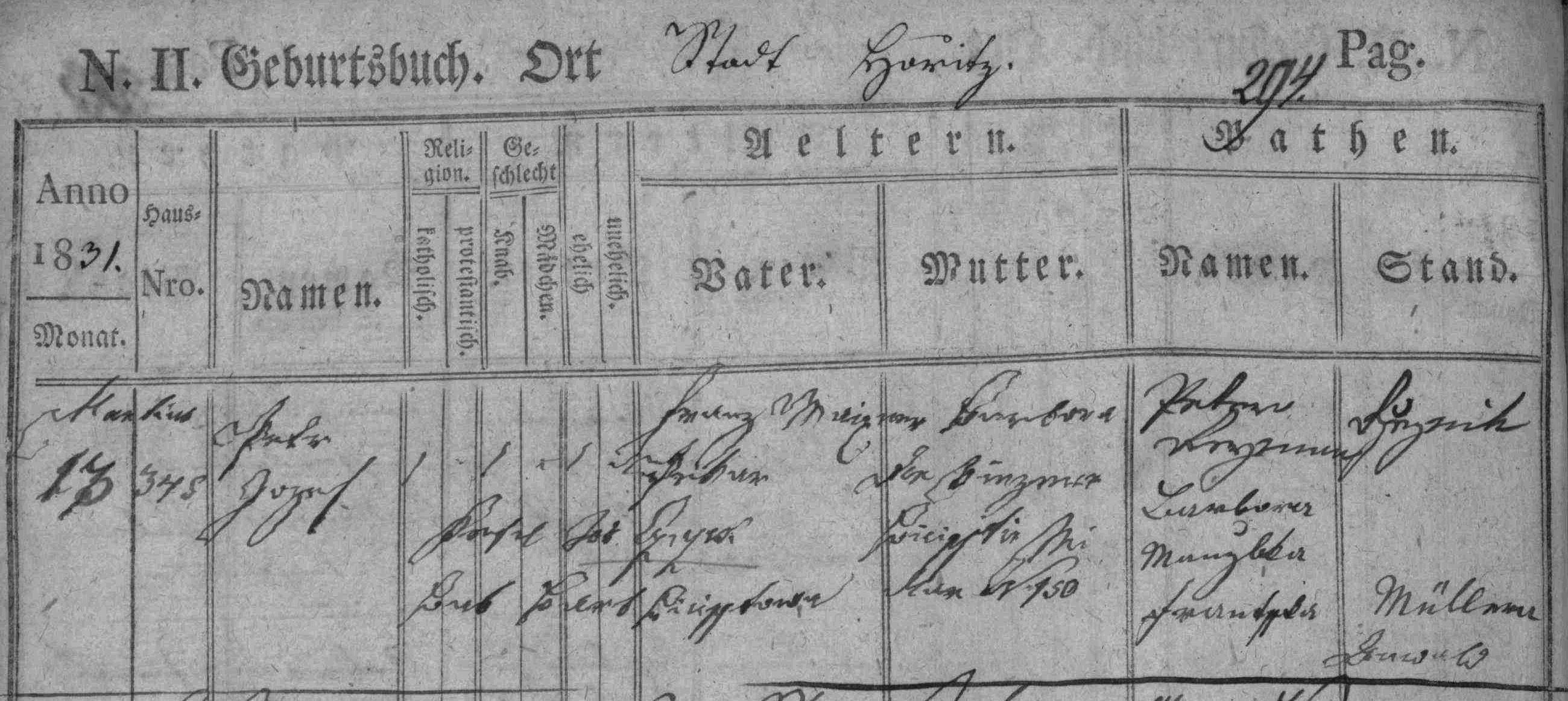
matriční zápis o narození ak. mal. Petra Maixnera, matrika N 1810-1842 města Hořice (SOA Zámrsk)

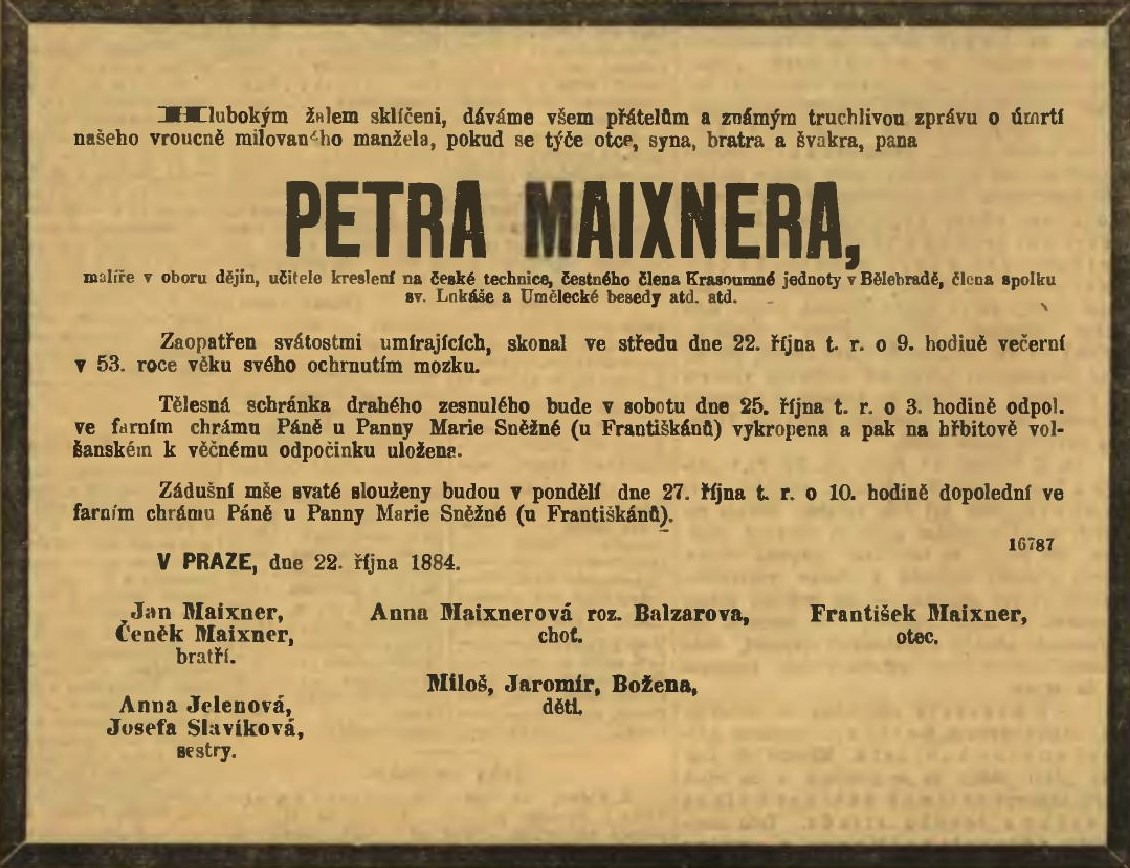
úmrtní oznámení ak. mal. Petra Maixnera z dobového tisku (Národní listy, 24. 10. 1884, č. vyd. 295, str. 4)

Petr Maixner, někdy též Peter Meixner (27. února 1831 Hořice v Podkrkonoší – 22. října 1884 Praha), byl český malíř historických výjevů, portrétista a restaurátor.

## Život
Pocházel z rodiny pekaře. Už od útlého dětství se u něj projevoval talent ke kreslení. V letech 1846–1853 vystudoval malířství u profesorů Christiana Rubena a Eduarda Engertha na Akademii v Praze. Roku 1851 na sebe upozornil obrazem Záviš v žaláři. Po něm následovala řada dalších zdařilých prací, například Svatý Method obrací Borise na křesťanství (zakoupil bývalý císař Ferdinand I.) nebo Sedláci na útěku v čase třicetileté války. Již roku 1859 zůstal na Akademii jako pomocný pedagog - korektor. Roku 1861 podnikl studijní cestu do Florencie a do Říma. V letech 1862–1863 byl na studijním pobytu ve Vídni, kde se školil u Matthiase Trenkwalda v historických technikách nástěnné malby a restaurování. 
Po návratu  do Prahy se věnoval vlastní tvorbě nástěnných maleb (fresky u oltáře sv. Václava a Korunování Panny Marie v karlínském chrámu). Dále restauroval gotické nástěnné malby: Chrám svaté Barbory v Kutné Hoře, společně s Bedřichem Wachsmannem restauroval rovněž gotické nástěnné malby v kapli na hradě Zvíkov, v Praze jednak na klenbě průjezdu Staroměstské mostecké věže, a dále v zasedací síni Staroměstské radnice). Byl oblíbeným portrétistou, z pražských osobností portrétoval například Vítězslava Hálka nebo Jana Evangelistu Purkyně. V historické malbě byl souputníkem a následovníkem Karla Javůrka (Vjezd Jana Lucemburského do Prahy, 1855).
Od roku 1865 byl na Akademii řádným asistentem v ateliéru malby. 4. února 1872 se v Chrudimi oženil Annou Balcarovou (nar. 1844), s níž měl tři děti (Miloše, Jaromíra a Boženu). V novoměstském domě čp. 792/II na nároží Vodičkovy ulice a Václavského náměstí s nimi bydleli tři Petrovi sourozenci: bratr Čeněk (nar. 1839) byl reprodukční grafik (xylograf), bratr Karel (1841—1881) malíř, a sestra Josefa (1846), o jejíž výtvarné činnosti není nic známo. Od roku 1880 několik let vyučoval kreslení na pražské technice. Těžištěm jeho tvorby zůstává monumentální historická malba. Ke konci života jej trápila oční choroba, zemřel na onemocnění mozku.

## Dílo
Maixner je svými obrazy zastoupen v Národní galerii v Praze, v Národním muzeu, v městských muzeích v Prostějově a v Hořicích.

## Galerie

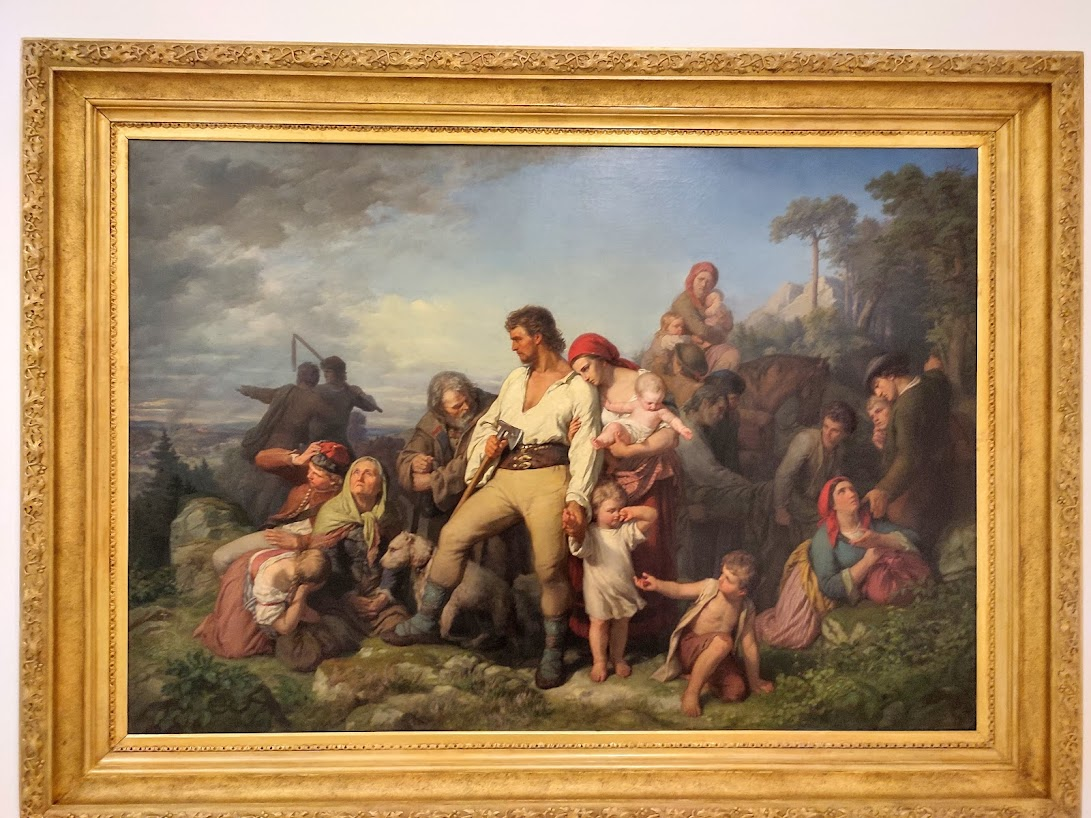
Sedláci po Bílé Hoře, 1860
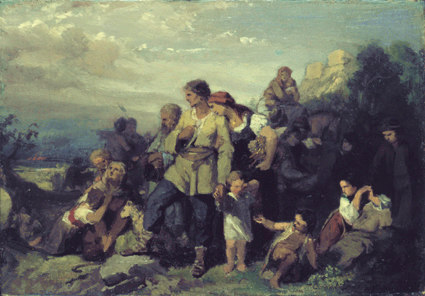
Studie k Sedlákům po bitvě na Bílé hoře (1860)
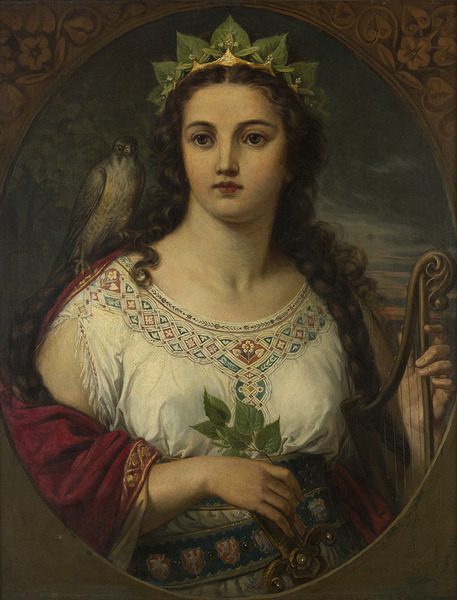
Slávie
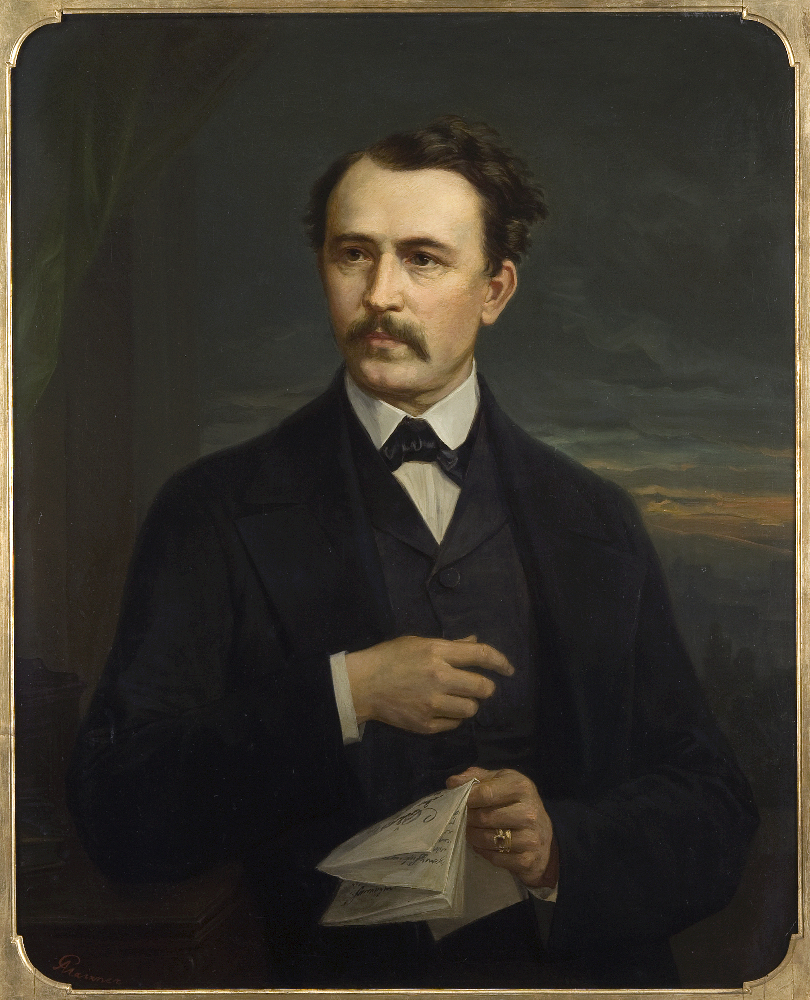
Starosta města Vinohrad Čeněk Vávra (kolem 1871)
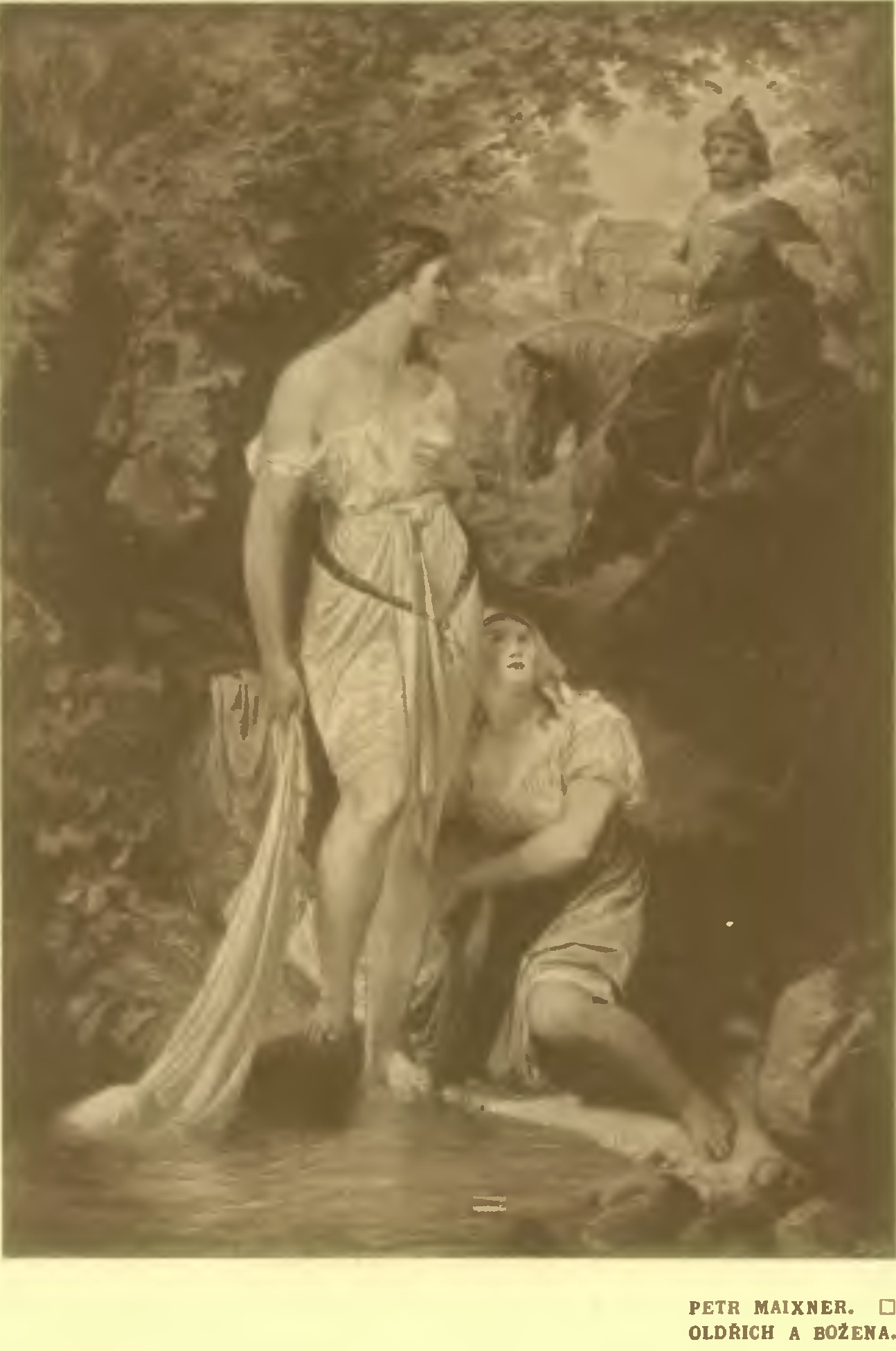
Oldřich a Božena (repro Dílo 1/1908-1909)